# 레아르코스

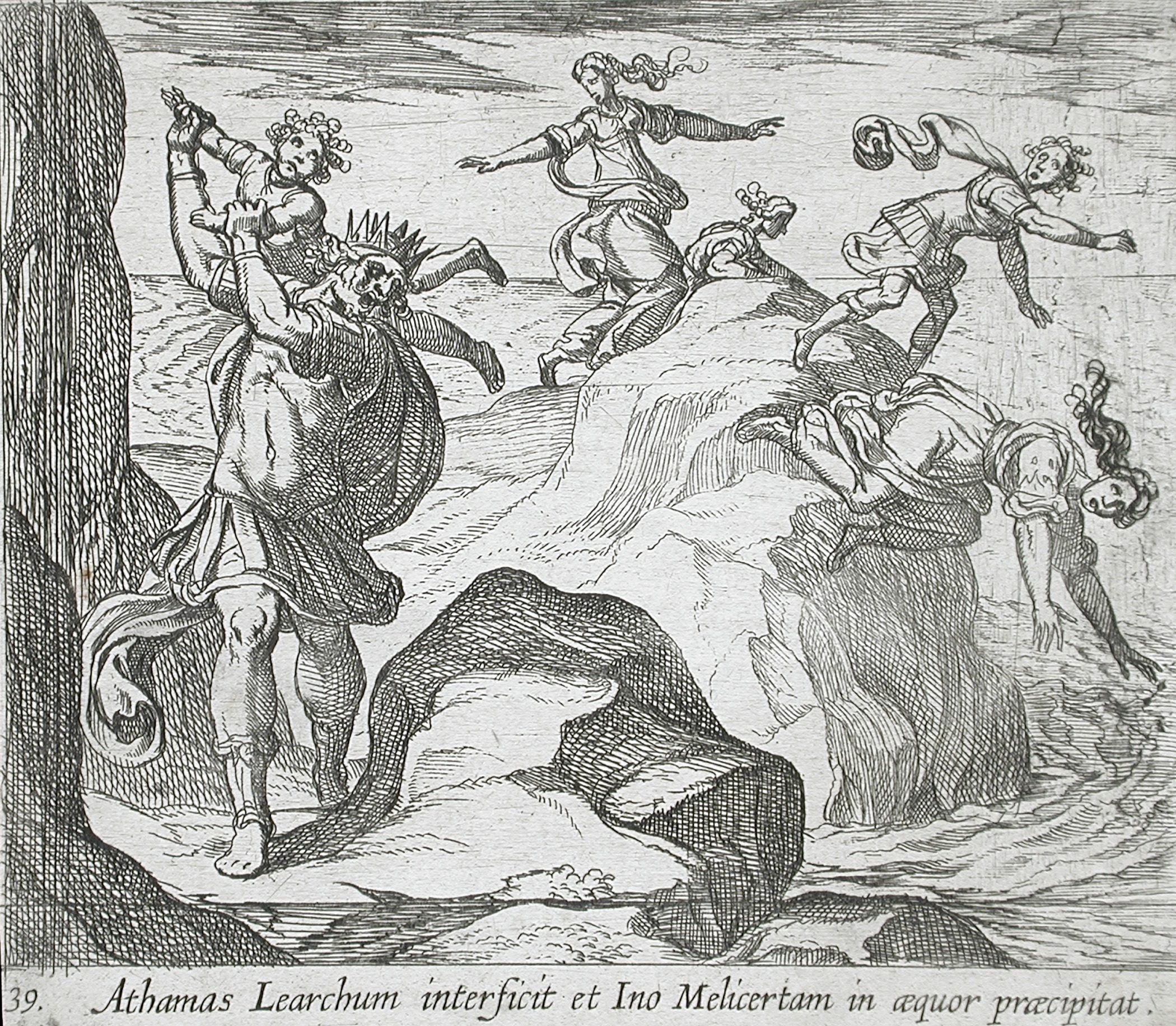
윌헬름 얀손(네덜란드, 암스테르담)과 안토니오 템페스타(이탈리아, 피렌체, 1555~1630)의 작품 《광기에 빠진 아타마스가 레아르코스를 죽이고, 이노와 멜리케르토르가 바다로 뛰어드는 장면》, 로스앤젤레스 카운티 미술관 소장.

그리스 신화에서 레아르코스(고대 그리스어: Λέαρχος) 또는 레아르케스(라틴어: Learches)는 테베의 왕 아타마스와 카드모스 왕의 딸 이노 사이에서 태어난 아들이며, 멜리케르테스의 형제이다.

## 신화
레아르코스의 이야기는 테바이권의 일부로, 오비디우스의 《변신 이야기》에서 자세히 다뤄진다. 그는 어린 시절에 아버지 아타마스에게 살해되었는데, 이는 제우스와 세멜레 사이에서 태어난 사생아 디오니소스를 받아들여 기른 벌로 헤라가 아타마스를 미치게 만들었기 때문이다. 세멜레는 이노의 언니이기도 하다.
광기에 사로잡힌 아타마스는 레아르코스를 사자(혹은 다른 전승에서는 숫양이나 새끼사슴)로 착각하고 살해했다. 이후 아타마스는 아내 이노를 미친 듯이 쫓았고, 이노는 다른 아들 멜리케르테스와 함께 바다로 몸을 던졌다. 오비디우스는 이 이야기의 몇 가지 세부 사항을 덧붙였는데, 예를 들어 레아르코스가 미쳐버린 아버지의 상태를 알지 못하고 그를 끌어안으려고 팔을 벌렸다는 장면이 있다.
단테는 《신곡》 지옥편(제30곡)에서 이 신화를 광기의 예로 인용하기도 했다.